# سوسکچه‌های نخستین ایزاسانثا
سوسکچه‌های نخستین ایزاسانثا(نام علمی: Isacantha) نام یک سرده از زیرخانواده سوسکچه‌های نخستین بلینا است.